# 경찰관 직무집행법
경찰관직무집행법(警察官職務執行法)은 경찰관의 직무수행에 관한 사항을 규정한 법률이다. 1981. 4. 13.에 전문개정되었고 법률 제3427호이다.

## 직무의 범위(경찰관직무집행법 제2조)
1. 국민의 생명·신체 및 재산의 보호
2. 범죄의 예방·진압 및 수사
3. 경비·주요인사 경호 및 대간첩 대테러 작전수행
4. 치안정보의 수집·작성 및 배포
5. 교통의 단속과 위해(危害)의 방지
6. 외국 정부기관 및 국제기구와의 국제협력
7. 기타 공공의 안녕과 질서유지

## 판례

### 경찰관이 불심검문 대상자 해당 여부를 판단하는 기준 및 불심검문의 적법 요건과 내용
- 경찰관직무집행법(이하 ‘법’이라고 한다)의 목적, 법 제1조 제1항, 제2항, 제3조 제1항, 제2항, 제3항, 제7항의 내용 및 체계 등을 종합하면, 경찰관이 법 제3조 제1항에 규정된 대상자(이하 ‘불심검문 대상자’라 한다) 해당 여부를 판단할 때에는 불심검문 당시의 구체적 상황은 물론 사전에 얻은 정보나 전문적 지식 등에 기초하여 불심검문 대상자인지를 객관적·합리적인 기준에 따라 판단하여야 하나, 반드시 불심검문 대상자에게 형사소송법상 체포나 구속에 이를 정도의 혐의가 있을 것을 요한다고 할 수는 없다. 그리고 경찰관은 불심검문 대상자에게 질문을 하기 위하여 범행의 경중, 범행과의 관련성, 상황의 긴박성, 혐의의 정도, 질문의 필요성 등에 비추어 목적 달성에 필요한 최소한의 범위 내에서 사회통념상 용인될 수 있는 상당한 방법으로 대상자를 정지시킬 수 있고 질문에 수반하여 흉기의 소지 여부도 조사할 수 있다[1].

## 참고 문헌
- 김재광, 경찰관 직무집행법, 2012. ISBN 9788996843702

## 같이 보기
- 경찰
- 대한민국 경찰